# 帝国国防方針
帝国国防方針（ていこくこくぼうほうしん）とは、大日本帝国における軍事戦略についての基本的な方針を定めた文書。1907年（明治40年）、明治天皇が裁可（承認）した。その後、改訂が繰り返されている。原文の表記は『帝國國防方針』。

## 概要
帝国国防方針は国防の基本戦略を記した軍事機密文書である。『帝国国防方針』、『国防に要する兵力』、『帝国軍の用兵要領』の三部から構成されている。
1. 第一部『帝国国防方針』には国家目標と国家戦略、また導かれる国防目的と国防方針、仮想敵国と情勢判断、所要軍備などについて述べられている[2]。
2. 第二部『国防に要する兵力』には所要兵力、即ち軍事政策の具体的な目標としての師団数、軍艦数などの数値目標が定められている[2]。
3. 第三部『帝国軍の用兵要領』には日本の軍事ドクトリンと仮想敵国に対する個々の作戦計画大綱が述べられている[2]。

日本陸軍が陸海軍作戦の統合的な国防方針を策定しようと発案したことがきっかけとなり、1907年（明治40年）4月4日明治天皇により裁可されたのが最初となり、以後国際情勢の変化などに応じて変更された。しかし、事実上は日本陸軍はロシア帝国、日本海軍はアメリカ合衆国を仮想敵国とする事態は変わらず、その国防思想を統一するという当初の狙いは不十分にしか達成されなかった。

## 歴史
1905年（明治38年）8月に日英同盟の改訂が行われた事を受けて、仮に将来イギリスとロシア帝国との間で開戦となった場合の日本軍の対処方針について山縣有朋を中心に検討したのがルーツとされている。
日露戦争後、寺内正毅陸相の長期在任を背景に、山縣有朋元帥のブレーンである中堅幕僚の田中義一中佐らが政治と軍事の力関係を逆転させようと画策した。大日本帝国憲法には国是となるような国家目標が無く、国民的合意を得ていた「富国強兵・万邦対峙」のスローガンが日露戦争によって達成されると、国民的合意を得られる国家目標が失われた。田中は不変である国是に対し、内閣の変化の影響を受ける政略が、国防方針に影響を与えてはならず、むしろ政略が国防方針に従属すべきという「政戦両略論が欠落した参謀本部的発想」を有していた。
これが具現化されたのが1907年（明治40年）4月の『帝国国防方針』等の三文書であり、同年9月の『軍令ニ關スル件』、12月の『陸軍省参謀本部関係業務担任ノ件』だった。
こうして陸軍参謀本部が軍事的スタッフの立場を逸脱して、国家存立の方針を定める国家スタッフを自任するに至った。
長年の国防における「海主陸従」状態の打破の好機と見ていた山縣はあくまでも策定の成案を目指した。『国防方針』は、田中が作成した草案に山縣が修正し、山縣の名で天皇に奏上された。海軍との対立点は、政略すなわち予算的制約を無視して両方の要求を合わせることにより調整された。妥協として、仮想敵国は露、米、独、仏の順に設定された。陸軍は大陸国家型、海軍は海洋国家型の軍備を指向し、それぞれ陸軍はロシア、海軍は米国と言う、世界トップレベルの軍事大国を仮想敵国にして対抗しようとし、日本の国力から見れば無謀な計画だった。
当時の西園寺公望内閣総理大臣は、『国防方針』への意見と『所要兵力』の閲覧のみが許され、用兵綱領に関しては統帥権を盾に関与が阻まれた。しかし、『国防方針』の最終決定から首相を排除したことは、逆に政府から国防方針の実行を迫る保証が取れなくなってしまう事を意味し、実際に2個師団増設を財政問題を理由に拒絶されるなどの問題点も浮上した。
また、軍事力強化を優先する余り、仮想敵国の状況が現実の日本を取り囲む状況を反映しないという点も問題とされた。
このため、大正7年と12年の改定では閣議に提出して同意を求め、昭和11年の改定では外務大臣に意見を求めて整合性のある仮想敵策定を行うなど、軍側から政府へと歩み寄る姿勢も見せた。

## 内容
帝国国防方針は大正7年、12年、昭和11年に改定されたが大きな変化はなかった。ただし仮想敵国はロシア・アメリカ・中国から、アメリカ・中国・ソ連、第三回の改定ではアメリカ・ソ連・イギリス・中国に順序が若干変化した。この帝国国防方針に基づいて、「帝国軍ノ用兵要領」、さらに「年度作戦計画」が作成された。

### 明治40年帝国国防方針
1907年（明治40年）4月4日に初めて策定された国防方針においては、まず国家目標として開国進取の国是に則って国権の拡張を図り、国利民福の増進に勤める二点にと定められた。
そしてこの国家目標に基づく国家戦略としては、満州及び大韓帝国に扶植した利権と東南アジア・中国に拡張しつつある民力の発展の擁護と拡張であると定められたのだった。したがって国防方針は帝国軍の国防は東アジアにおいて日本の国家戦略を侵害しようとする国に対して攻勢を取ることを定め、さらに満州や韓国に利権を扶植したので、国土での専守防衛を明確に否定している。

### 大正7年帝国国防方針
1918年（大正7年）6月29日の国防方針の正文は終戦時の焼却処分で失われ、その内容は関連資料による推測に依存している。以前の国防方針で定められた開国進取や国利民福の国家目標や中国・東南アジアへの進出という国家戦略に大きな変化が見られなかったために国防方針も大きく変化するものではなかった。
しかしながら第一次世界大戦は日本の軍事ドクトリンに影響し、総力戦体制の必要性が認識されるようになっている。

### 大正12年帝国国防方針
1923年（大正12年）2月28日の改定においては、従来の国是、国家目標、国家戦略、国防方針の順序で記述され、政戦略の一致が重視されていたが、国是や国家戦略が省略され、国防の本義として要約される形となっている。
国防の本義は国防の目的として自主独立の保障、国利国権の擁護、国家の発展、国民の福祉増進という原則的な記述にとどまり、国家戦略の部分については従来のような具体的な記述はない。また軍事ドクトリンとしては総力戦に配慮しながらも短期決戦の攻勢が強調されている。
また国際的な孤立を回避した上で対立がもっとも激しい外国に対しては警戒し、敵国が結合することを防ぎながら同盟を密接にして戦争遂行で優位に立つように努め、敵を海外において撃破して速やかに終結するという攻勢作戦の軍事ドクトリンが述べられている。

### 昭和11年帝国国防方針
1936年（昭和11年）6月3日の改定では前回の改定から国是、国家目標、国家戦略が国防の本義としてまとめられる構成となっている。その国防の本義とは、国家の権威を高めることと経済的な繁栄にあるという原則的な記述となった。
そして国防方針は外交で国家の発展を確保し、その上で有事においては先制主義と短期決戦を軍事ドクトリンとすることが定められた。また持久戦・総力戦に配慮しながらも短期決戦に必要な平時における軍事力の準備が強調されている。
この改訂の際、従前からの仮想敵国であるソ連・米国・中華民国（中国、支那）に加え、日本海軍の対英戦への傾斜による影響を受け、英国が追加された。このことは、同年8月に閣議決定された『國策ノ基準』にも影響を及ぼした。
今次『帝国国防方針』は、『第二次北支処理要綱』により具体化された。